# Ferenc Fejtő
Ferenc Fejtő (31 de agosto de 1909 – 2 de junio de 2008), también conocido como François Fejtő por desarrollar su carrera en Francia, fue un historiador, escritor y periodista húngaro, especializado en Europa del Este.

## Biografía
Ferenc Fejtő nació en Nagykanizsa, en una familia acomodada de judíos húngaros dedicados a la edición y venta de libros. Tras la caída del Imperio austrohúngaro, varios miembros de esta familia emigraron a Yugoslavia, Italia, Checoslovaquia o Rumania. Ferenc estudió literatura en las universidades de Pécs y Budapest, junto con estudiantes eslavos, alemanes e italianos. En 1932 fue condenado a un año de cárcel por organizar un grupo de estudio marxista, y en 1934 se unió al Partido Socialdemócrata. Por esta época comenzó a colaborar en periódicos como Népszava o Szocializmus, y en 1935, junto con el poeta Attila József y el publicista Pál Ignotus, fundó la revista antifascista y antiestalinista Szép Szó. En ella publicó obras de autores como Sartre, Mounier, o Maritain. En 1938, tras una sentencia de seis meses de prisión por un artículo que criticaba la postura proalemana del gobierno húngaro durante la Segunda Guerra Mundial, se exilió a Francia, en cuya Resistencia tomó parte.
En 1945, Ferenc —ya conocido como François Fejtő— encabezó el departamento de prensa de la Embajada de Hungría en París, puesto que abandonó como señal de protesta contra la condena de su amigo László Rajk. Tras este hecho, Fejtő cortó todos los lazos con su país, al que sólo volvió una vez, en 1989, para los funerales de Estado en honor de Imre Nagy. Tras la guerra, Fejtő asistió al Congrès des intellectuels pour la liberté, junto con Raymond Aron, François Bondy y David Rousset, entre otros. La publicación en 1952 de su libro Una historia de las democracias populares le hizo sospechoso a ojos de gran parte de los intelectuales cercanos al Partido Comunista de Francia.
Entre 1944 y 1979, trabajó para la Agence France-Presse como periodista especializado en asuntos de Europa Oriental. En 1955 logró la ciudadanía francesa, y entre 1972 y 1984 enseñó en el Instituto de Estudios Políticos de París. En 1973, un jurado presidido por Raymond Aron le otorgó el título de docteur ès lettres por su producción literaria. También colaboró con numerosos periódicos franceses y europeos, como Esprit, Arguments, Contre-Point, Commentaire, Le Monde, Le Figaro, La Croix, Il Giornale, La Vanguardia, o Magyar Hírlap.
François Fejtő es considerado como uno de los grandes intelectuales europeos del siglo XX. Amigo de figuras como Nizan, Mounier o Camus, interlocutor crítico de Malraux o Sartre, llegó a conocer a los líderes del Komintern y del Partido Comunista, dialogó con los líderes del Kremlin, con Tito, Fidel Castro, y Willy Brandt, y mantuvo una relación de admiración crítica hacia Charles de Gaulle y François Mitterrand. A su muerte, el 2 de junio de 2008, Hungría declaró un luto nacional.

## Análisis
En su libro Réquiem por un imperio difunto. Historia de la destrucción de Austria-Hungría, uno de los más difundidos y traducidos a otras lenguas, Ferenc Fejtő revela el papel de la masonería franco-checa en la destrucción de Austria-Hungría.

## Publicaciones
- Histoire des démocraties populaires, Éditions du Seuil, 1952 (réédité en 1992)
- Histoire des démocraties populaires après Staline, Éditions du Seuil, 1969.
- La Tragédie hongroise, 1958, Pierre Horay, 1998
- Dieu et son Juif. Essai hérétique, 1961, Pierre Horay, 1997
- Chine/URSS, Plon, 1964 et 1966 ; nouvelle édition chez Éditions du Seuil, 1977
- Le Coup de Prague, 1948, Le Seuil, 1976
- La social-démocratie quand  même ; un demi-siècle d'expériences réformistes, Robert Laffont, 1980
- Henri Heine, biographie, Olivier Orban, 1981, rééd de 1946
- Mémoires, Calman-Levy, 1986
- Requiem pour un empire défunt. Histoire de la destruction de l'Autriche-Hongrie, Lieu Commun, 1988 (réédité par Le Seuil en 1993 et Perrin en 2014). Un tableau géopolitique et nostalgique de l'Autriche-Hongrie de sa jeunesse (14.º Prix Fondation Pierre-Lafue 1990).
- 1956, Budapest, l'insurrection, Complexe, « Historiques », 1984, rééd. 2005 et 2006.
- Où va le temps qui passe ?, Balland, 1991
- La fin des démocraties populaires, Le Seuil, 1992-1997
- Joseph II. Biographie, Quai Voltaire, 1994
- Le passager du siècle, Hachette Littérature, 1999
- Le printemps tchécoslovaque 1968, Complexe, 1999
- Hongrois et Juifs, Balland, 2000
- Voyage sentimental, Des Syrtes, 2001
- Dieu, l'homme et son diable : Méditation sur le mal et le cours de l'Histoire.  Editions Buchet Chastel - 2005.